# Большеошворцинское (сельское поселение)
Большеошворцинское — упразднённое муниципальное образование со статусом сельского поселения в Якшур-Бодьинском районе Удмуртии Российской Федерации.
Административный центр — деревня Большие Ошворцы.
Законом Удмуртской Республики от 11.05.2021 № 43-РЗ к 25 мая 2021 года упразднено в связи с преобразованием муниципального района в муниципальный округ.

## История
Статус и границы сельского поселения установлены Законом Удмуртской Республики от 14 июля 2005 года № 44-РЗ «Об установлении границ муниципальных образований и наделении соответствующим статусом муниципальных образований на территории Якшур-Бодьинского района Удмуртской Республики».

## Население
| 2010 | 2012 | 2013 | 2014 | 2015 | 2016 | 2017 |
| ---- | ---- | ---- | ---- | ---- | ---- | ---- |
| 594  | ↗627 | →627 | ↘616 | ↗620 | ↗621 | ↘604 |
| 2018 | 2019 | 2020 |      |      |      |      |
| ↘586 | ↘575 | ↘569 |      |      |      |      |

## Состав сельского поселения
| № | Населённый пункт | Тип населённого пункта          | Население |
| - | ---------------- | ------------------------------- | --------- |
| 1 | Бегеш            | деревня                         | →0        |
| 2 | Большие Ошворцы  | деревня, административный центр | ↗481      |
| 3 | Гожмувыр         | деревня                         | ↗32       |
| 4 | Иж-Забегалово    | деревня                         | ↗89       |
| 5 | Красный          | хутор                           | →0        |
| 6 | Лудошур          | деревня                         | ↗7        |
| 7 | Рудинский        | деревня                         | ↗18       |